# 1948년 남아프리카 연방 총선거
1948년 5월 26일 남아프리카 연방에서 총선거가 열렸다. 선거 결과 다니엘 프랑수아 말란이 이끄는 야당 국민당이 잔 스머츠가 이끄는 집권 통일당을 누르고 승리하여, 국민당이 이끄는 새 정부가 출범했다. 국민당의 승리는 국민당에 의한 일당독재체제와 인종 차별정책인 아파르트헤이트의 개막을 의미했으며, 역사의 큰 전환점이 되었다.

## 선거 전
남아공 화란어 방언으로 "분리"를 뜻하는 "아파르트헤이트"는 인종 차별정책을 의미했다. 흔히 아파르트헤이트의 시작을 이 총선 이후로 생각하거나 알고 있지만, 실제 아파르트헤이트는 이 이전부터 시행되었다. 이는 당시 잔 스머츠의 연설에 "아파르트헤이트"라는 단어가 사용되었다는 점에서 그 출처를 찾을 수 있다.
아파르트헤이트는 백인 우월주의를 제창하고 비백인들을 차별하고 탄압한 정책이었는데, 몇 예를 들자면 인도인들의 선거권 박탈이 대표적이었다. 변호사로 왔던 모한다스 간디도 자신의 상징이라 할 수 있는 비폭력을 남아공에서 처음 시작했다. 그는 기차에서 1등석 티켓을 갖고도 3등석에 타야만 했고, 법정에서 터번을 벗으라는 판사의 명령을 거부했다고 쫓겨나고, 마차에서 비백인과 같이 타고 싶지 않았던 마부가 내리라 했을 때 거부했다고 맞아야만 했다.
1930년대 후반부터 1940년대 중후반에 이르기까지 수상으로 재직했던 잔 스머츠와 그의 통일당은 인종 차별정책을 완화하기 시작했다. 하지만 일부 백인들은 자신들이 곧 비백인에 흡수될 것에 두려움을 느꼈고, 이 때문에 인종 분쟁이 시작되었다. 가장 큰 문제는 총선시기가 다가오자, 후보자와 정당들이 인종문제를 어떻게 두고 볼 것인가를 두고 논란이 일어났다.

## 선거 운동
당시 인종 문제는 선거에서 큰 변수가 될 수도 있었다. 소수 백인들 사이에서 시작된 두려움이 거의 모든 백인들에게 퍼져 나갔는데, 이 때문에 각 정당들이 인종을 차별하는 것을 불가피하게 느꼈다. 만약에 인종을 차별하지 않는다면, 백인들 사이의 두려움이 더 커질 것이고, 그렇게 되면 폭동 등이 일어날 가능성도 높아 자칫 사회 혼란을 야기할 수도 있었기 때문이다. 하지만 스머츠가 이끌던 통일당은, 이 문제에 대해 명확한 입장을 내놓지 못하고 있었다.
주요 야당이었던 국민당은 이를 타겟으로 노려, 노골적인 인종 차별적 공약과 슬로건을 내세우기 시작했다. 가장 먼저, 백인들이 파문당한 것을 계기로 백인들이 증오했던 공산주의를 큰 타겟으로 노렸는데, 이를 흑인들과 연관지어 유권자들이 흑인에 대한 반감을 갖도록 했다. 그 다음으로 국민당은 인종 차별적이고 비백인들을 노골적으로 욕하는 슬로건을 내세웠는데, 몇 예를 들자면 "위험한 흑", "위험한 적", "깜둥이들이 그 곳에 있다", "인도놈들은 이 땅에서 꺼져라" 등이었다. 또한 제2차 세계대전 때부터 반(反)나치를 명목으로 소련의 요시프 스탈린과 긴밀한 관계를 맺으려 한 것도 국민당이 통일당을 공격할 수 있는 좋은 타겟이 되었으며, 국민당은 "스머츠는 한편으로는 빨갱이의 기질이 있다"고 비난했다.
또한 국민당은 공화제 도입을 목표로 했는데, 이는 보어 전쟁의 트라우마가 있는 화란인들을 자극하기 위한 수단이었다. 특히 남아공의 정계를 장악하고 있던 화란인(모두가 순수 화란인이었던 건 아니고, 일부는 불란서인 또는 독일인 혼혈)들은 보어 전쟁의 여파로 영국인들을 혐오했으며, 당시 영국 군주가 다스리던 남아공은 그들의 입장에서는 "식민지"나 다름없었다. 그리하여 그들은 궁극적으로 공화제로의 전환과 완전한 독립을 목표로 했다.

## 선거 결과
선거 결과, 국민당은 401,834표를 얻었다. 표만 따지고 보면 통일당이 524,230표를 얻어 국민당이 패배한 셈이지만, 의석은 국민당이 46%에 가까운 70석을 획득하여 42.5%에 가까운 65석을 얻은 통일당을 누르고 승리했다. 비록 과반의석을 차지하는 데 실패했지만 명실공히 원내 1당으로 자리잡았고, 후에 9석을 얻은 아프리카너당과 연정을 구성하여 과반을 차지할 수 있었다. 이 결과 통일당 소속이었던 잔 스머츠는 총리직에서 물러났고, 대신에 국민당 소속이었던 다니엘 프랑수아 말란이 새 총리가 되었다.

## 이후
이 선거는 역사의 큰 전환점이 되었다. 새로 정권을 잡은 국민당은 사실상 일당독재체제를 구축했으며, 기존의 아파르트헤이트를 법적으로 공식화했다. 이는 흑인들에게는 사실상 '사형 선고'나 다름없었다. 1954년 말란은 총리에서 물러났으나, 뒤를 이은 J. G. 스트리즈돔에 의해 인종차별이 더 심해졌고, 공화정은 스트리즈돔을 이은 헨드릭 베르워드에 의해 실현되었다. 1994년 넬슨 만델라가 집권하고 인종 차별이 폐지될 때까지, 국민당은 사실상 일당독재를 하며 흑인들과 반대파들을 괴롭혔다.